# Rachael MacFarlane
Rachael MacFarlane (født 21. marts 1976) er en amerikansk tegnefilmsdubber bedst kendt for sit arbejde på de animerede tv-serier Family Guy og American Dad!, som begge er skabt af hendes ældre bror Seth MacFarlane.